# Die Nacht vor der Scheidung
Die Nacht vor der Scheidung (ungarisch Válás Budán) ist ein 1935 im Budapester Révai-Verlag erschienener Roman von Sándor Márai. Die erste deutsche Übersetzung durch Margit Bán erschien 1951.

## Kurzbeschreibung
Der „durch und durch ehrbare“ Scheidungsrichter Dr. Christoph Kömüves stellt kurz vor Feierabend anhand der Aktenlage fest, dass er am Folgetag den Scheidungsfall eines ehemaligen Schulkameraden zu verhandeln hat. Am späten Abend sucht jener Schulkamerad, Dr. Imre Greiner, Kömüves auf und es kommt zu einem „schmerzhaften“ Zwiegespräch der beiden: Die Ehefrau Greiners „nahm eine tödliche Dosis Schlaftabletten, höchstwahrscheinlich von der Tatsache gequält, dass sie stets Kömüves und nicht Greiner von Herzen liebte“. Greiner unterließ lebensrettende Maßnahmen und will von Kömüves wissen, was Kömüves für Frau Greiner empfand.

## Inhalt
Der arrivierte Familienvater und Scheidungsrichter Dr. Christoph Kömüves sondiert vor Feierabend noch die Akten des nächsten Verhandlungstages. Darunter findet er auch zwei bekannte Namen: Den von Imre Greiner, eines ehemaligen Schulkameraden, und dessen Frau Anna, mit der er vor deren Heirat mit Greiner „eines besonders heißen und schwülen Sommertages vor neun Jahren“ auf der Margareteninsel beinahe ebenfalls einmal angebändelt hätte, es dann aber schüchtern unterließ. Christoph versichert sich selbst, Anna hätte „ihm doch nicht mehr bedeutet als jede andere flüchtige Bekannte“, beendet seinen Arbeitstag am Gericht, „und wie schon so oft ging er auch jetzt beinahe mit Bedauern von hier fort, später als alle übrigen Richter, als verließe er ungern die Arbeitsstätte, gleich einem Mönch, der nur zögernd aus dem Tor des Klosters in die Welt hinaustritt.“ Christoph durchquert das Budapest der 1930er Jahre, „die große Stadt, die sündige Stadt, die rastlos, mit asthmatischem Keuchen nach Geld, Lebensfreude und Macht hastende Stadt, die durch die Kapillarröhren des Denkens, der Mode, der Wissenschaft, des Handels und der Geldgeschäfte mit dem Westen in Verbindung stand.“ Christoph ist zu einem jener „modern-anspruchslosen Zusammenkünfte[] geladen, die die einstigen reichhaltigen Diners ersetzten“, weil der „gebildete höhere Mittelstand“ die „gekürzte Pension oder das kleine Gehalt ängstlich und doch geschickt“ einzuteilen hat. Christoph „seufzte, weil ihm die meisten gesellschaftlichen Pflichten lästig waren, und er lächelte, weil er wußte, daß er an alldem nichts ändern konnte.“ Ebenso wenig kann Christoph etwas ändern an dem, was er für einen Zerfall der Werte, Zerfall der Zivilisation hält, nachdem die k.u.k.-Monarchie bereits zerfallen ist, und worüber Christoph nun nachdenkt. Ebenso sehr, wie Christoph auf dem Weg über Politik und Gesellschaft sinniert, hält er Rückschau auf sein Leben: Vater, Mutter, elterliche Familie, seine Internatserziehung, und ausgehend von Anna, „die sich ihm, einmal auf einem Inselweg [der Margareteninsel] im Abenddämmer zugewandt hatte – und die dann dennoch schwieg“ –, denkt Christoph auch an die eigene Ehefrau, die eigene Familie. Teile der elterlichen Familie und die eigene Ehefrau Hertha trifft Christoph auf der „modern-anspruchslosen“ Party, die das Ehepaar dann vor elf Uhr abends verlässt. Als das Ehepaar kurz vor Mitternacht daheim eintrifft, erklärt das Dienstmädchen: „Ein Herr wartet auf den Herrn Richter […] Er kam gegen neun Uhr, die Kinder waren schon zu Bett.“ Hertha geht schlafen, während Christoph erstaunt feststellt, dass der wartende „Herr“ sein ehemaliger Schulkamerad Imre Greiner ist. „Es wäre natürlich richtig gewesen, dich im Amt zu sprechen. Ich war auch dort, ich glaube, es war gegen sieben Uhr“, entschuldigt Imre sich: „Ich muß dich sprechen. Noch heute nacht. Ich fürchte, es wird nicht einfach sein. Ich bin gekommen, weil ich dir alles erzählen will“, und „morgen wird es bereits zu spät sein.“ Was er zu sagen habe, beträfe auch Christoph. „Die Verhandlung kann nämlich morgen nicht stattfinden, weil ich heute meine Frau getötet habe.“ Trotz dieser an sich erschütternden Nachricht empfindet Christoph „keine besondere Erschütterung. Er empfindet gar nichts. […] Wahrscheinlich harrt hier eine Aufgabe seiner, er muß vielleicht urteilen, Feststellungen machen. So wird er wieder zum Richter“ und „empfindet weder Mitleid noch Verachtung für den späten Besucher – viel eher: Neugierde.“
Die unbeschwerte Neugierde wird jedoch recht zu Beginn der mit Details seiner eigenen familiären Herkunft und Ehegeschichte durchsetzten Rede Imres angekränkelt, weil Imre ohne nähere Ausführungen fordert: „Ich brauche eine Antwort! Und diese Antwort wird einem Urteil gleichkommen. Du, der Richter, wirst mir diese Antwort geben!“ Christoph habe Anna nur viermal getroffen, wovon sich Christoph von vornherein an das dritte Treffen auf der Margareteninsel erinnert, als Anna einundzwanzig gewesen ist, während Imre das erste Treffen entscheidender findet. Es hat auf einem Juristenball stattgefunden, in dessen Anschluss Christoph „eine halbe Stunde“ mit Anna in der Hotelbar geblieben sei. „Damals sah sie dich zum erstenmal […]. Sie war zwanzig, du warst bereits Richter, ein lediger junger Mann.“ Und an dieses erste Treffen sollte Anna sich „zehn Jahre und drei Monate“ später erinnern, als Anna Christophs Namen in den Scheidungspapieren erblickte. Von Anfang an habe die fast neun Jahre vor dem nächtlichen Christoph-Imre-Gespräch geschlossene Ehe der Greiners unterschwellig unter keinem guten Stern gestanden. „Anna war immer so sonderbar gelassen, als träumte sie. […] Wenn man sie ansprach, lächelte sie sehr zuvorkommend und sah unter halbgeschlossenen Lidern auf den Sprecher – in das Nichts.“ Imre dagegen attestiert sich für die ersten vier Ehejahre einen Zustand „absoluter Hörigkeit“, begleitet von einer Eifersucht, die selbst vor Annas Träumen nicht halt machte: „Anna erzählt mir morgens ihre Träume, weil ich auch die andere Welt kennenlernen muß, die in dem Augenblicken beginnt, da sie die Augen schließt, sich von mir wendet und in die Gefilde der Nacht hinabsteigt“, erinnert sich Imre, und fragt sich an anderer Stelle: „Ach, was heißt es, jemanden zu lieben? Lange glaubte ich, es hieße, jemanden zu kennen, vollkommen zu kennen! […] Wie weit vermag man eigentlich jemanden zu ‚kennen‘? Bis wohin kann man einer fremden Seele folgen? Auch in den Traum? Und dann? Die körperlichen Empfindungen kann man doch nicht teilen. Und wohin geht der andere, wenn er die Augen schließt, mir gute Nacht sagt und sich in den Schlaf zurückzieht? Denn es gibt eine zweite Welt, die außerhalb der uns bekannten Vorstellungen liegt. Vielleicht ist diese wirklicher als unsere an Raum und Zeit gebundenen Tage“, und auf diese „zweite Welt“, in der Anna ihn subjektiv empfunden betrogen haben könnte, bezieht sich die in verschiedenen Versionen mehrfach gestellte Frage, auf die Imre von Christoph eine Antwort will: „Christoph – hast du in den vergangenen neun Jahren nie von Anna geträumt?“
Im Oktober vier Jahre vor dem nächtlichen Christoph-Imre-Gespräch war die Greiner-Ehe dann zerrüttet, „wir blickten einander an wie aufgezogene Puppen, bei denen sich das Werk auch mit gebrochener Feder eine Zeitlang noch bewegt und rasselt“. Insgeheim unterstellt Imre seiner Frau Frigidität, kommt durch die Beschäftigung mit dem Thema „nahezu in den Ruf eines Wunderdoktors“, stürzt sich in die Arbeit, begleitet von Angstzuständen, Herzrhythmusstörungen. „So lebten wir vier Jahre. Dann erträgt Anna es nicht mehr. Scheinbar kann man diese Spannung nicht unbegrenzt ertragen. Im neunten Jahr unserer Ehe fassen wir den Entschluß, uns scheiden zu lassen.“ Die eheliche Lebensgemeinschaft wird etwa ein halbes Jahr vor dem nächtlichen Christoph-Imre-Gespräch aufgehoben. „In diesen sechs Monaten habe ich sie reichlich mit Geld versorgt, ich weiß, sie war lange in einem Kurhaus in der Steiermark, dann ging sie nach Berlin zu einem Bekannten“, wo sie die Scheidungspapiere erhält und nach Budapest zurückkehrt. „Seit sechs Monaten habe ich sie nicht gesehen. Am Abend rief sie mich an. Sie möchte kommen und noch etwas mit mir besprechen, die Verhandlung finde ja übermorgen statt.“ Für Imre steht fest, dass es das letzte Treffen sein soll. „Nachher will ich Anna nie wieder sehen. Ich bin nicht großmütig. Ich will nicht ihr Vertrauter, ihr wohlwollender Freund sein. Ich würde mich freuen, wenn ich wüßte, daß sie sich nicht mehr in Europa befindet. Ja, vielleicht würde es mich freuen, wenn ich wüßte, daß sie nicht mehr lebt. […] Mich haben dunklere, stärkere und reinere Leidenschaften an Anna gebunden. Ich wollte sie bedingungslos lieben, ohne Geheimnisse… Und jetzt will ich sie gänzlich begraben, mit all ihren Geheimnissen. […] Nun aber sagt sie plötzlich: ‚Erwarte mich zu Hause‘ und legt den Hörer auf.“ Anna kommt am Abend zu Imre, begibt sich im Arbeitszimmer auf den Diwan, „auf dem schon so viele Müde und Kranke lagen. Ich koche Tee. […] Sie liegt mit geschlossenen Augen, dann trinkt sie etwas Tee“, das getrennte Paar hält Händchen. „So vergehen Stunden. Gegen Mitternacht richtet sie sich auf, läßt aber meine Hand nicht los, und fängt zu sprechen an. Sie will mir etwas sagen. Sie weiß es schon lange, aber etwas zu wissen oder die letzte Gewißheit zu haben, das ist nicht dasselbe. Man lebt, man weiß etwas, dieses Wissen durchzieht die Gedanken und Träume, man denkt immer daran und denkt es doch nie mit Worten, bildhaft. Eines Tages hat man die Gewißheit. Dann aber ist es schon zu spät.“ Anna habe in Berlin den Scheidungstermin erfahren und dass Christoph der Scheidungsrichter sein würde. „Nun wird es ihr plötzlich bewußt“, sie beteuert, „daß die Verdrängung beinahe vollkommen war. Freilich, die Träume… Im Traum schon gelang nicht so vollkommen, was bei Tag und Nacht zehn Jahre hindurch beinahe immer gelang“, so Imre: „Siehst du, in dieser Nacht erzählte sie, daß sie dir vor zehn Jahren [beim Juristenball] begegnet sei und daß diese Begegnung einen solchen Eindruck auf sie gemacht habe, als öffneten sich vor ihr Himmel und Erde. Diese Begegnung hat sie berührt wie ein Gebot. Man kann nicht taub an so etwas vorübergehen. Sie glaubte daran und sagte in dieser Nacht, daß auch du dieses Gebot gehört haben mußtest. […] Es mag Wahnsinn sein, ein Hirngespinst. Das Wahnbild einer hysterischen Frau. Wenn ich aber bei dir die zweite Hälfte des Traumes finde, dann ist es kein Wahnbild mehr. Dann ist es Wirklichkeit“, meint Imre zu Christoph und erklärt so die Ursache seiner penetranten Frage, ob Christoph von Anna geträumt habe. Während Christoph beim ersten Mal auf diese Frage hin schwieg, meint er beim zweiten Mal „Träume, was heißt das schon? […] Das Leben wird nicht von Träumen gestaltet“, beim dritten Mal: „Ich erinnere mich nicht“, woraufhin Imre mutmaßt: „Du kannst es nicht? Ja, ich verstehe, es muß schwer sein… Denn dann ist alles, was du hier erbaut hast, ein Mißverständnis“: die Ehe mit einer anderen Frau, die mit jener gezeugten Kinder, die Stabilität der Familie des Scheidungsrichters.
Im Anschluss auf die dritte Wiederholung seiner Frage und die ihn nicht befriedigende Antwort schildert Imre, wie Anna starb und warum: „Der Schaum begann über ihre Lippen zu treten, ich fand die Ampulle auf dem Ordinationstisch. Sie hat es in den zehn Minuten eingenommen, als ich Kaffee in der Küche kochte. Es war vielleicht halb fünf. Das Gift begann nun, in die Blutbahn überzutreten. […] Ich wußte, daß es noch nicht zu spät wäre. Das Gift braucht vier bis fünf Stunden, um sich völlig im Körper zu verteilen.“ Imre nahm bereits Magenpumpe und „Spritze mit einer herzbelebenden Arznei“ an sich, unterließ dann aber die Hilfeleistung. „Ja, ich ließ sie sterben. Es ist eher ein praktisches Interesse meinerseits, eine wissenschaftliche Kontrolle.“ Die Folgen dieser unterlassenen Hilfeleistung: „Sie ist nicht mehr bei Bewußtsein. Nun kann sie wie im Traum […] vom Leben in den Tod hinübergehen. In diesem schwebenden, geistesabwesenden Zustand, ein wenig so, wie sie gelebt hat.“ Zur Mittagszeit fühlte Imre Annas Puls nicht mehr, „ließ Anna zurück und kam zu dir. Ich gehe nicht fort, bis du mir antwortest – sag, hast du in diesen Jahren je von Anna geträumt?“ Christoph antwortet, dass er „öfter“ von Anna geträumt habe, verweigert aber die Antwort auf Imres vertiefende Frage, ob beim Sex mit einer anderen Frau „Annas Gesicht unverkennbar und klar vor dir auftauchte“. Imre jedoch genügt diese Antwortverweigerung, „er verneigt sich und geht.“ Zum Schluss des Textes betrachtet Christoph erst seine Kinder, dann seine Frau in deren Betten und denkt. „Diese schlafende Frau, diese schlafenden Kinder können kein Mißverständnis sein“.

## Textanalyse
Bei Die Nacht vor der Scheidung handelt es sich um einen auktorial erzählten Roman, in dem das kammerspielartige Zwiegespräch zwischen den beiden Ehemännern den titelgebenden inhaltlichen Schwerpunkt bildet, aber dennoch nur rund 45 % des Textes ausmacht. Die Handlung spielt in Budapest und umfasst von den Rückblenden abgesehen einen Berichtszeitraum von zwei Tagen Anfang September 1938 oder 1939; der Berichtszeitraum liegt also beim Ersterscheinungstermin des Romans 1935 noch in der Zukunft.

### Themen
„Anhand der Ehetragödie Greiners entfaltet Márai seine gesellschaftliche Analyse des gehobenen Mittelstands, die überlebten Auffassungen von Politik, Recht, Religion, Ehe und Familie und verknüpft dabei gesellschafts- und psychoanalytisches Herangehen, sodass jede gescheiterte Ehe auch vor dem Hintergrund einer umfassenderen Krise lesbar wird.“ Demzufolge umfasst das Themenspektrum unter anderem auch die familiärer Abgründe in Elternhaus/Erziehung und damit einhergehend die jeweiligen Ausprägungen des Anna-Karenina-Prinzips. „Unter der dünnen Kruste der Zivilisation brodeln verdrängte Triebe, die das Form und Halt gebende Gehäuse von Gesetz, Bildung und Etikette und mit ihm alle Sicherheiten von Beruf, Ehe und Familie untergraben. Die Frauen, in den Abgründen der Seele zu Hause, zerbrechen oft daran, und die Männer, die würdevoll und müde ihre Pflicht erfüllen, werden zu Schauspielern, Hochstaplern und manchmal auch zu Mördern.“

#### Werte- und Zivilisationskrise
Auf dem Weg von der Arbeit zum „modern-anspruchslosen“ geselligen Beisammensein hadert Christoph Kömüves ausführlich mit seiner Zeit und „wie sehr sich doch in diesen Jahren alles veränderte, wie alles auseinanderfiel – auch die Formen des geselligen Lebens.“ Er schätzt „die Zivilisation, die mit ihren Lichtsignalen und Motorgeräuschen rings um ihn blitzte und knatterte, nicht sehr hoch ein“ und mutmaßt „Verwirrung und Zweifel“ hinter der „gekünstelten Sachlichkeit“ des modernen Lebens, Verwirrung und Zweifel, die einige Zeitgenossen mit Gelderwerbstrieb zu kompensieren versuchten: Geld „beherrschte das Gemeinwesen, die Familie, Gefühle und Gedanken – ganz anders als früher. Denn jetzt bedeutete es nicht mehr Ziel und Wertmesser; es wurde auch Betäubungsmittel. Und die Leute, ähnlich den Morphinisten, begnügten sich nicht mehr, sondern wurden unersättlich.“ Verwirrung und Zweifel kann sich aber auch in dem Aufstieg und Widerstreit von Bolschewisten und Pfeilkreuzlern manifestieren: „Die Jugend traf vor dem Abgrund politischer Extreme zusammen“. Als wolle der bereits 1935 erschienene, jedoch im September 1938 oder 1939 spielende Roman dabei die 1938 bevorstehende Sudetenkrise und das Münchner Abkommen vorwegnehmen oder sogar an den 1939 bevorstehenden Ausbruch des Zweiten Weltkriegs gemahnen, thematisiert der Roman im Textabschnitt über das gesellige Beisammensein sogar, wie sich in „ungewöhnlich großen Lettern“ das Thema Krieg in die Schlagzeilen schleicht: „Man sprach schon sehr selbstverständlich darüber“, obwohl er „noch ganz weit weg [war], Meere und Gebirge erstreckten sich noch zwischen Krieg und Frieden, man feilschte noch über ihn und erläuterte ihn noch. Wie würde er beginnen, dieser moderne Krieg?“ Gleichzeitig weist der Text im Zusammenhang mit dem Thema Krieg hellseherische Fähigkeiten weit von sich, denn der Krieg beginnt stets „in der Seele des Menschen, und bis er sich zum Kriegsschauplatz wandelte, mit Kanonen, Toten und qualmenden Ruinen, hatten sich die Menschen schon damit abgefunden.“

#### Krise von Ehe und Justiz
„Kömüves glaubte an die Heiligkeit der Ehe. Die Ehe war eine besondere Gnade und Gottes Wille. Man mußte sie hinnehmen wie alles, was von Gott kam, und sie war nicht anzutasten mit unbefugten Händen.“ Während des geselligen Beisammenseins kommentiert Christoph Kömüves einen Scheidungsfall in seinem Bekanntenkreis daher lapidar mit einem „Sie hätten es ertragen sollen.“ Diese Einstellung wird auch deutlich, während Christoph von Imre erzählt bekommt, wie sich „Missverständnisse und Meinungsverschiedenheiten in die Ehe eingeschlichen hatten und die Frau sich ohne ersichtlichen Grund zunehmend distanzierte.“ Die Krise der Institution Ehe ist für Christoph ein Teil der allgemeinen Werte- und Zivilisationskrise: „Die Menschen flüchteten aus dem baufälligen Gebäude der Familie, überall erhoben sich falsche Propheten, Wahrsager abscheulicher neuer Richtungen, die von Kameradsehen plapperten, die Probeehe priesen und über die Krise der Ehe Monologe hielten. Kömüves haßte diese Propheten und ihre Anhänger, die nervenschwachen, ängstlichen, unverantwortlichen und lüsternen Eheleute, die irgendwann vor ihm standen, den Blick zu Boden senkten und die Pflichten der Ehe von sich wiesen.“ In Christophs Augen sind Eigenschaften wie Nervenschwäche und Angst in einer Partnerschaft „nur eine Ausrede, wohlfeile Verteidigung einer Epoche, die damit eine strenge Verantwortung achselzuckend von sich weisen wollte. […] Verächtlich blickte er auf diese nervöse klägliche Welt – verächtlich auch blickte er auf die ‚modernen‘ nervösen Ehen, aus denen Mann und Frau leichtfertig zum Richter zu flüchten pflegten“. Christoph bedauert allerdings gleichzeitig, „daß die Gesetze hinter der Zeit zurückblieben. Das Gesetz hatte diese Auflösung, diesen Sturm, der die Grundfesten der alten Ordnung erschüttert hatte, nicht vorgesehen. Das Gesetz in seiner unbarmherzigen Folgerichtigkeit schien manchmal schwach und kraftlos gegenüber der Willkür der Zeit. […] Hinter jedem kleinen Prozeß stand das zur Grimasse verzerrte Antlitz einer Generation, die von Aufbau predigte und mit beiden Händen im Schutt der Zerstörung wühlte.“

#### Zauber oder Fluch von Geheimnissen
Die Beziehung von Anna zu Imre einer-, Christoph andererseits scheitert oder kommt nicht zustande, weil Anna im Gegensatz zu den beiden Männern die Auffassung vertritt, „jeder Mensch habe ein Geheimnis, und dieses Geheimnis müsse man ihm lassen.“ Christoph dagegen empfindet das Geheimnis als „Störung“ und ist stolz darauf, dass selbst im Falle seines plötzlichen Ablebens von ihm „kein Geheimnis zurückbleiben“ würde. Letztlich hat Christoph mit seiner Abneigung gegen Geheimnisse zumindest für eine Szene seines Lebens recht: Die, während derer Anna sich ihm „auf einem Inselweg im Abenddämmer zugewandt hatte – und […] dann dennoch schwieg“ –, so dass die Gelegenheit einer Liebesbeziehung zwischen beiden dahin war: „Am nächsten Morgen fuhr er auf Urlaub, blieb vier Wochen in einem österreichischen Kurort und lernte dort seine Frau kennen, die er dann im folgenden Jahr heiratete.“
Annas Mann Imre akzeptiert aufgrund seiner Eifersucht Geheimnisse seiner Ehefrau keinesfalls und will daher sogar in Annas Träume vordringen: Für Imre sind Geheimnisse „jenes Unantastbare, die Dunkelkammer, in der der Mensch mit seinem Schicksal allein bleibt und wohin kein Fremder Zutritt hat“. Anna hat immer noch ein letztes Geheimnis als „Privatbesitz“, und diesen „gibt sie nicht her. Das, was ihr am wichtigsten ist, eine Erinnerung, eine Sehnsucht, jemand oder etwas“, dessen Identität der eifersüchtige Imre gegen Ende des Romans für geklärt befindet: „Sie gibt mir alles, nur eben: dich gibt sie nicht her. Sie weiß nichts davon, spricht nicht darüber, denkt nicht daran.“

### Figuren

#### Die Ehemänner
- Dr. Christoph Kömüves: Der zum Zeitpunkt der Handlung noch 37-jährige[4] Jurist „führt ein vorbildliches Leben“,[64] betont „das Ansehen des Bürgers und Richters in Auftreten, Sprechweise und Lebensführung“, wirkt älter, als er ist, „fast wie ein gesetzter Herr von mindestens vierzig Jahren, bereits ergraut und mit dem Ansatz eines Bäuchleins.“[65] Von Haus aus stammt Christoph aus „einer wohlhabenden kleinadeligen Beamtenfamilie“[66] mit langer Juristen-Tradition: Der Urgroßvater war Consiliarius (Ratsherr) des Kronguts, der Großvater ein oberer Richter des Landes, Christophs Vater Gabriel Kömüves Präsident eines richterlichen Senats und zur Zeit von Christophs Geburt schon 50 Jahre.[67] Vor diesem familiären Hintergrund hätte Christoph „gar keinen anderen Beruf wählen können.“[68] Seine Mutter ist eine Arzttochter aus Kežmarok und zweite Ehefrau des Gabriel Kömüves,[67] allerdings nicht sehr lange: „Nach acht Jahren, als ihr Erstgeborener [Christoph] noch nicht einmal seinen sechsten Geburtstag gefeiert hatte, verließ die Frau Mann und Kind und heiratete einen städtischen Oberingenieur“, der „alles andere als ein Verführer gewesen war. Es war ein gutmütiger, eher ängstlicher Mann gewesen, den die verzweifelte und gewaltsame Geste der Frau in dieses unbürgerliche Abenteuer gezogen hatte“, die dann drei Jahre nach der Scheidung im Kindbettfieber starb.[69] Da Christoph nun nur der „maßhaltenden Härte seines wortkargen Vaters“[66] ausgeliefert war, konnte er „keine Liebe zu den Eltern [...] erleben oder entwickeln“,[70] findet einen Ersatz-Vater namens Pater Norbert „in einem geistlichen Internat, nur eine halbe Stunde von der Hauptstadt entfernt“,[71] in dem Christoph sich wohler fühlt als im väterlichen Heim.[72] „Christoph Kömüves leidet seit seiner Kindheit an den Folgen der extrem strengen Erziehung durch seinen Vater, des Gefühls des Verlassenseins während der Internatszeit, des Neids gegenüber den Mitschülern, die nicht im Internat leben müssen und jeden Tag zu ihrer Familie nachhause fahren dürfen auf der einen Seite, und des Wunsches, seine Freizeit doch lieber im Internat verbringen zu dürfen auf der anderen Seite. Ebenso leidet er an den Folgen der Angst davor, seine Zuneigung geliebten Menschen gegenüber auch zeigen zu können, und somit auch der Angst vor jeder körperlichen Nähe.“[73] Christophs Lehrjahre „fielen in eine Zeit, als die Gesellschaft sich noch nicht von den Erschütterungen der Revolution erholt hatte“,[74] vom Zerfall der Donaumonarchie, von den Wirren im Dunstkreis der Räterepublik. „Von Anfang an galt er als ernster Richter – und er war vielleicht weniger streng als feierlich und förmlich“,[75] vier Jahre lang Strafgerichts-Assessor,[76] zum Zeitpunkt der Handlung seit drei Jahren Scheidungsrichter, „ein im Rang untergeordneter, am Anfang seiner Laufbahn stehender Beamter“.[77] Beruflich als Richter etabliert ist Christoph schon, als er Anna kennenlernt, doch nicht realisiert (oder es später verleugnet), dass er damals bei ausreichender Courage gute Chancen gehabt hätte, diese „auffallend schöne Gestalt“[61] zu erobern: „Zu spät realisiert Christoph, dass er den vielleicht größten Fehler seines Lebens begangen hat“,[78] weil er „nie sehr selbstsicher gewesen [ist] in weiblicher Gesellschaft. Er war unter Männern aufgewachsen und hatte über Frauen lange Zeit nur schüchtern nachzudenken gewagt.“[79] Der potentiellen Liebe seines Lebens entronnen, versteckt sich Christoph in „der großen und weitverzweigten Familie“ des Justizwesens,[80] in seinen „Charakterpanzer aus Korrektheit, Pflicht- und Verantwortungsgefühl“,[1] hat sich in sein Ehe- und Familienglück mit der nach der dritten Begegnung mit Anna alsbald geheirateten Hertha geflüchtet: Christoph lebt zum Zeitpunkt der Handlung „zurückgezogen und beschied sich, vielleicht etwas zu früh für seine Jahre, mit dem geschlossenen Kreis seines Berufs und seiner Familie“,[81] lebt „im Familienkreis in sittsamer und verborgener Sparsamkeit, versah genau und gewissenhaft sein Amt, vermied die Irrwege der Tagespolitik und verkehrte nur mit Menschen seiner eigenen Welt. Stündlich und täglich hätte seine Lebensführung überwacht und geprüft werden können“, so dass für den „tief religiösen, auch in seinem Privatleben streng sittlichen“[82] Katholiken Christoph Kömüves im Falle des eigenen Ablebens die letzte Beichte kurz ausfallen kann. „Auch wenn er in ebendiesem Augenblick sterben müßte, würde kein Geheimnis zurückbleiben, der Staatsanwalt würde kein Prozeßmaterial vorfinden, man könnte die Aufzeichnungen seiner Notizbücher durchlesen und seine Briefe überprüfen, er, Christoph, hatte keine Geheimnisse.“[60] Für Christoph ist das Leben „eine Pflicht, die man zu erfüllen hatte, eine oft lästige und komplizierte Pflicht“,[49] Christophs einzige Leidenschaft ist das Rauchen, „und ihr wollte und konnte er nicht völlig entsagen“,[83] seine einzige Berufung der Richterposten, wo er „die Buchstaben des Gesetzes mit zeitgemäßem Inhalt zu füllen“ hat:[58] „Nie zuvor war das Amt des Richters zur Rettung und Erziehung der Gesellschaft so wichtig gewesen wie eben in dieser unruhigen Epoche.“[84]
- Imre Greiner: Als er bei Christoph auftaucht, hat der ein halbes Jahr ältere[4] und einen Kopf kleinere Imre[14] die hohlwangigen, scharfgeschnittenen Züge[14] einer Mumie.[85] „Der Körper ist schmächtig; feingliedrige, energische Hände hat er“,[14] nicht die Hände einer Bäuerin, wie es seine Mutter war, nicht die eines Handwerkers, wie es der nach Amerika ausgewanderte Vater war: „Die Kosten meines Studiums nahm der Bruder meiner Mutter auf sich, ein reicher geiziger Bauer aus der Gegend von Bártfa“, Imres Erbonkel.[86] „Während der Zeit, da ich zum Herrn erzogen wurde, arbeitete meine Mutter auch weiterhin als Magd, der Onkel haßte sie. […] Ich glaube, er ließ mich nur studieren, weil er dachte, mich dadurch gänzlich meiner Mutter entziehen zu können. […] Ich mußte in den Ferien heimkommen, weil es mein Onkel wünschte, ich war sein Paradestück! Mit mir prahlte er vor dem Gutsbesitzer und dem Pfarrer, und er lauschte meinem Latein mit blödem, seligem Grinsen. […] Erst zwanzig Jahre später ist mir klargeworden, was dieser Mann in mir alles getötet hat, was diese Ferienbesuche in mir vernichteten, […] jetzt, da mir dies alles bewußt ist, hilft das nichts mehr. Es hilft mir auch durchaus nicht, zu wissen, daß ich sogar Anna dem Onkel zu verdanken habe“, weil jener ihn durch Medizin-Studium und durch die „zu Kriegsende“ erfolgte Erbschaft erst zu einer leidlich guten Partie gemacht hatte,[87] denn standesgemäß hat Imre „nun Geld und elegante Kleidung. Er hat also viel erreicht, ist angesehen, hat eine standesgemäße Wohnung. […] Imres Streben ist es, Ansehen, Ehre und ein bestimmtes Image zu haben und beruflich von allen anerkannt zu werden.“[88] Durch die Verbindung mit Anna ist der Emporkömmling Imre beflügelt, arbeitet wie berauscht: „Die Arbeit und der Verkehr mit den Menschen wurden mir leicht, über Schwierigkeiten vermochte ich zu lachen. So etwas merken auch die anderen. Die Leute wandten sich mir plötzlich zu. Ich kannte Anna ungefähr drei Monate, als ich eines Tages feststellte, daß ich viel Arbeit hatte, daß Menschen zu mir kamen – weiß Gott, woher sie meine Adresse wußten“.[89] Es folgt der Ruhm durch eine wissenschaftliche Veröffentlichung, obwohl diese „keine welterschütternde Entdeckung“ darstellt,[90] und nach „drei Jahren wurde ich Privatdozent.“[91] Cherchez la femme steckt Anna laut Imre hinter alldem, denn „es ist eben doch sie, der ich alles zu verdanken habe. Es entströmt ihr etwas, was meinen ungelenken Mechanismus geistvoll, widerstandsfähig und begabt macht.“[92] Verliert Imre Anna, verliert er in seinen Augen nicht nur sie, sondern auch seinen Stand. „Sein edles Berufsethos war eine Lüge, seine perfekte Ehe das Nebeneinanderleben zweier Fremder“.[1] Außerdem kann Imre „es nicht ertragen, von seiner Frau nie geliebt worden zu sein. Und deshalb muss sie sterben. Er kann nicht länger mit der Lüge leben. Denn Liebe lässt sich nicht konsumieren, nicht kaufen wie Besitz, Eigentum.“[93]

#### Die Ehefrauen
„Sowohl Christoph Kömüves wie auch Dr. Imre Greiner haben eigentlich eine Vernunftehe geschlossen. Der eine, weil er sich ‘einfach gut fühlte und angehört wurde’, sich etwas Gutes tun wollte, der andere weil es eine ‘standesgemäße’ Eheschließung war, er also aus Eitelkeit keine Ehe mit einer Frau, die unter seinem Stand war, eingehen wollte. [...] Der Raum, der den Frauen gegeben bzw. nicht gegeben wird, reflektiert die Fähigkeit bzw. eher die Unfähigkeit der männlichen Protagonisten, Nähe zu Frauen zuzulassen.“
- Anna Greiner (geb. Fazekas): Die „auffallend schöne Gestalt“[61] ist zum Zeitpunkt der Handlung mit „über dreißig“[4] Jahren verstorben. Da sie somit „im Tod passiviert“ ist,[95] ermöglicht sie „binäre Strukturen mit nur zwei Polen, besetzt von den beiden männlichen Rivalen“ statt jenes Beziehungsdreieck, zu dem es gekommen wäre, wenn Imre Greiner sie wiederbelebt hätte.[96] „Ihr Vater war Schulinspektor in der Provinz gewesen. Nach seiner Pensionierung war er mit der Familie nach Budapest gezogen“, lässt es Anna an nichts fehlen,[97] auch nicht an der Erziehung „in der vornehmsten Budapester Klosterschule“.[98] Der Ehrgeiz ihres Vaters besteht zu Lebzeiten darin, „seiner Tochter das Beste und Teuerste zu bieten. [...] Ihr gegenüber ist er immer verschwenderisch – und er macht Schulden“[99] bis zur Höhe von insgesamt 20.000 Pengő, als er im Alter von 65 Jahren stirbt.[98] Imre Greiner begleicht diese Schulden, erfährt aber nie, ob der Schulinspektor mit seinem Luxus-Wahn „Annas Willen gehorchte oder ob er selbst ihr diesen Luxus aufdrängte.“[98] Für Anna ist die Ehe mit Imre Greiner keine Liebesheirat, sondern eine Vernunftheirat, oder sie heiratet „vielleicht aus Trotz“,[100] da Christoph Kömüves ebenfalls gerade heiratet – eine andere Frau. Anfangs ist die Greiner-Ehe eine Win-Win-Situation: „Imre hat durch die Ehe mit Anna einen beruflichen Aufstieg erfahren, den er sich früher nicht hatte vorstellen können. Er steht jetzt mitten im Erfolg“,[101] während auf der anderen Seite Anna „durch die plötzliche Vertrautheit zu ihrem Mann erleichtert [ist], diese Zuneigung kann aber ihrem Wesen nach nicht von Dauer sein. Obwohl die beiden Menschen einander immer besser kennen lernen, verliert ihre Vertrautheit immer mehr den Charakter des Geheimnisses – bis Streit oder Enttäuschung ein weiteres Zusammenleben unmöglich erscheinen lassen.“[102] Bereits nach vier Ehe-Jahren täuscht über die Partnerschafts-Krise nichts mehr hinweg, nicht einmal ein einstmals faszinierendes „kühles und geistesabwesendes Lächeln, und wie dieses Lächeln war ihre Art zu sprechen und ihre ganze Haltung.“[103] Statt für Annas Gefühle interessiert sich Imre Greiner „für die Gefühle, unzulässigen Wünsche und das sexuelle Unterbewusstsein des anderen Mannes. Ihre dramatische Konfrontation soll die Rivalität der beiden Männer auf die Probe stellen, während die Frau, tot in ihrem Haus zurückgelassen, irrelevant wird“.[104]
- Hertha Kömüves (geb. von Wiesmayer): Die Tochter einer „Sächsin aus Oberungarn“ und des österreichischen Generals Karl von Wiesmayer, Träger des Militär-Maria-Theresien-Ordens[105] und „Mitglied einer rechtsextremen politischen Partei“,[106] stammt aus einem Hause, das „den gleichen bescheiden-stolzen, amtlich-vornehmen Charakter“ wie das Haus Kömüves hat.[107] Als der zu jener Zeit 28-jährige[108] Christoph Kömüves sie im österreichischen Kurort Zell am See kennenlernt, ist Hertha 20 Jahre alt.[105] „Er suchte nicht nach Worten, wie er dies sonst tat, er sprach nachlässig, es war alles schon längst abgefaßt in ihm, nun konnte er es endlich einem Menschen mitteilen. […] Nach drei Tagen hielt er um Herthas Hand an“,[109] sechs Monate später erfolgt die Heirat in Buda,[110] das erste Kind wird „am Ende des zweiten Jahres geboren, der Junge kam im dritten, seit der Geburt des zweiten Kindes waren nun sechs Jahre verstrichen.“[111] Die Generalstochter hat kastanienfarbenes Haar[112] und ist „schlank und hochgewachsen, aber nicht so sportlich-mager, wie es die Mode der Zeit erforderte.“[108] Für Christoph ist Hertha „die ideale Partnerin, zurückhaltend, immer im Hintergrund wirkend.“[113] Sie dreht ihm daheim sogar die heißgeliebten Zigaretten.[10]

#### Weitere Nebenfiguren (Auswahl)
- Gabriel Kömüves: Der zum Zeitpunkt der Handlung verstorbene Vater Christophs ist „ein schweigsamer, sehr introvertierter Mensch“[114] und erzieherisch unfähig[115] spätestens nach der Scheidung von Christophs Mutter: „Es war etwas in ihm gebrochen, und der verwundete Mann war nur mehr Abwehr, Strenge und unnahbare Zurückhaltung.“[116] Gabriel Kömüves ist ignorant gegenüber den „seelischen Nöten oder Anliegen“[114] seiner drei Kinder und damit fatal für deren psychische Intaktheit. „Drei Jahre nach dem Krieg [=1921] starb er an einer mit übermenschlicher Kraft erduldeten qualvollen Krankheit. […] Die Zerstückelung des Landes und ein gewaltsames politisches Intermezzo gaben dieser verletzten Seele den Gnadenstoß.“[117]
- Pater Norbert: Der bei Christophs Internats-Aufenthalt etwa 50-jährige,[118] milde und allen Kindern gegenüber gleichermaßen gerechte[119] Mönch wird für Christoph zum erzieherisch „genialen“[120] Ersatz-Vater, weil er das genaue Gegenteil von Gabriel Kömüves darstellt: „Nie war er steif und unzugänglich, er mied das Leben nicht, aber er sehnte sich auch nicht danach, und er kannte weder Jubel noch Klage.“[121]

## Rezeption im deutschsprachigen Raum
Laut Cicero gehört der Roman nicht zu Márais Hauptwerken, laut Frankfurter Rundschau „nicht zu den großen Büchern des Autors“. Dennoch sah die Frankfurter Rundschau in dem Roman das „genaue Porträt der ungarischen Gesellschaft in der Übergangsphase der Zwischenkriegszeit, das Márai anhand der Geschichte zweier ehemaliger Klassenkameraden zeichnet, in deren Denken und Fühlen sich der Geist der Zeit zwischen k.u.k.-Monarchie und Moderne manifestiert, und das der Autor von den übergeordneten gesellschaftlichen und politischen Zusammenhängen ins Private holt, indem er den Zerfall der alten Ordnung im Auseinanderbrechen der Institution Ehe spiegelt.“ Die Frankfurter Allgemeine Zeitung mutmaßte in Die Nacht vor der Scheidung „so etwas wie das Vorspiel zu dem sieben Jahre später erschienenen Roman Die Glut“, bemängelte, dass Márai „beim melodramatischen Schluß […] zur gehobenen Kolportage“ greife, und konstatierte, dass Márai „[d]istanziert und leidenschaftslos, manchmal auch etwas steif und immer akkurat geordnet“ Christoph Kömüves’ „Herkunft, Elternhaus, Erziehung […], seine überholten Auffassungen von Politik, Recht, Religion, Ehe und Familie, auch seine Zweifel, Ängste und seine stille Resignation“ beschreibe. Allerdings erfasse Márai „glänzend […] die Welt am Vorabend des Zweiten Weltkriegs“ und verhandle „eindringlich […] Fragen von Pflicht und Neigung, Tag und Nacht, Schuld und Sühne.“

## Deutschsprachige Textausgaben (Auswahl)
- Die Nacht vor der Scheidung. Aus dem Ungarischen übersetzt von Margit Bán, überarbeitet von Hanna Sieht. Piper, München 2004. ISBN 3-492-04287-2.
- Die Nacht vor der Scheidung. Aus dem Ungarischen übersetzt von Margit Bán. Neff, Wien 1951.